# Микеле Пазинато
Микеле Пазинато (итал. Michele Pasinato; Читадела, 13. март 1969 — Падова, 8. април 2021) био је италијански одбојкаш.

## Каријера
За одбојкашку репрезентацију Италије је играо 256 пута. Био је део екипе која је освојила злато на Светском првенству у Токију 1998. и на Европским првенствима у Туркуу 1993. и 1995. у Атини.
Са екипом Падове је освојио европски трофеј Куп ЦЕВ у сезони 1993/94.
Преминуо је у 8. априла 2021. у 52. години након дуге и тешке болести.